# Mike Penberthy
Michael Dunkin Penberthy, detto Mike (Los Gatos, 29 novembre 1974), è un ex cestista e allenatore di pallacanestro statunitense, professionista nella NBA, in Italia e in Germania.

## Statistiche

### NBA

#### Regular Season
| Anno       | Squadra     | PG | PT | MP   | TC%  | 3P%  | TL%  | RP  | AP  | PRP | SP  | PP  |
| ---------- | ----------- | -- | -- | ---- | ---- | ---- | ---- | --- | --- | --- | --- | --- |
| 2000-2001† | L.A. Lakers | 53 | 0  | 16,1 | 41,4 | 39,6 | 90,3 | 1,2 | 1,3 | 0,4 | 0,0 | 5,0 |
| 2001-2002  | L.A. Lakers | 3  | 0  | 4,0  | 50,0 | -    | 75,0 | 0,7 | 0,7 | 0,7 | 0,0 | 1,7 |
| Carriera   | Carriera    | 56 | 0  | 15,4 | 41,5 | 39,6 | 88,6 | 1,2 | 1,3 | 0,4 | 0,0 | 4,9 |

## Palmarès
- Campionato NBA: 1

Los Angeles Lakers: 2001
- Coppa di Germania: 1

Alba Berlino: 2006